# Prieska
Prieska is een dorp gelegen in de gemeente Siyathemba in de Zuid-Afrikaanse provincie Noord-Kaap. Het ligt op de zuidelijke oever van de Oranjerivier ongeveer 130 km noordwestelijk van Britstown en 75 km zuidoostelijk van Marydale aan de voet van de Doornbergen. Het plaatsje is het streekcentrum van een landbouwstreek en daarnaast is de streek een vindplaats van halfedelstenen. De regionale weg R357 doet het plaatsje aan.

## Geschiedenis
Omstreeks 1878 begon ontwikkeling van het dorp rondom de plek waar boeren heentrokken wanneer de zoutpannen na regen waren vol gelopen. Het werd vanaf 1882 door een dorpsraad bestuurd en verkreeg in 1892 een gemeentelijke status. De naam van de plaats, die vroeger "Prieschap" was, is afkomstig uit de inheemse taal Korana en betekent "plek van de verdwaalde ooi".
Tijdens de Tweede Boerenoorlog was Prieska het toneel van gevechten tussen de Boeren en de Britten.

## Lokale economie
De plaatselijke economie steunt stevig op de landbouw en daarnaast zijn er in de streek grote hoeveelheden van halfedelstenen, in het bijzonder het tijgeroog domineert. Prieska is de grootste leverancier van "tijgeroog"halfedelstenen ter wereld. Er Er is ook een faciliteit voor testen van wapens.
Vroeger was Prieska ook bekend voor zijn mijnbouw. In 1968 werden grote koper- en zinkerts reserves ontdekt en de "Prieska Kopermijn" gesticht door de Anglovaal Mining Ltd. Voor dit kopererts werd zij een van de hoofdwinningsplaatsen in Noord-Kaap. Koper was het waarderijkere product maar zink werd verhoudingsgewijs meer gewonnen. De mijn werd in 1996 gesloten, aangezien zij in de loop der steeds minder winstgevend was geworden.
Tot het einde van de jaren 1960 werd er in de omgeving van Prieska op grootschalige wijze asbest gedolven. De daaruit voorkomende milieuschade en een verhoogd ziekterisico zijn tot op heden meetbaar.

## Bezienswaardigheden
- Die Bos-Natuurbeschermingsgebied: Bomen, struiken, Karoolandschap, vetplanten.
- Het Fort: Op de Prieska-Heuvel overziet het het dorp, gebouwd door de Britten in Tweede Boerenoorlog (1899-1902).
- Wandelpaden: Oranjezicht- en T’ Keikamspoortwandelpad liggen 10 km zuidelijk van het dorp in de Doornbergen.
- Khoisan Rotstekeningen: Rotstekeningen van de bosjesmanen.
- Prieska Museum: klein geschiedkundigstreekmuseum.
- Ria Huysamen Aloe Garden: groot aantal vetplanten. Het gebied tussen Prieska en Vioolsdrift wordt ook wel als "Steentuinroute" (Rock Garden Route) genoemd.

## Feesten
Het Olyffees (Olijffeest) wordt in mei en het Bosfees in september elk jaar gevierd.

## Geboren
- Gert Thys (1971), marathonloper

## Subplaatsen
Het nationaal instituut voor de statistiek, Stats SA, deelt sinds de census 2011 deze hoofdplaats in in 4 zogenaamde subplaatsen (sub place), waarvan de grootste zijn:
Ethembeni • Lemnertsville • Prieska SP.

## Trivia
Door de Zuid-Afrikaanse astronoom Cyril V. Jackson werd in 1935 de planetoïde (1359) Prieska naar het dorp vernoemd.